# Diplazium williamsii
Diplazium williamsii är en majbräkenväxtart som beskrevs av Edwin Bingham Copeland.
Diplazium williamsii ingår i släktet Diplazium och familjen Athyriaceae. Inga underarter finns listade i Catalogue of Life.